# Mauro Tuena
Mauro Tuena (Zurigo, 25 gennaio 1972) è un politico svizzero dell'Unione Democratica di Centro (UDC). Dal 2015 è Consigliere nazionale per il Canton Zurigo.

## Biografia
Dal aprile 1998 a novembre 2015 è stato membro del consiglio comunale della città di Zurigo, mentre da aprile 2015 a novembre 2015 è stato membro del Gran Consiglio del Canton Zurigo. Presentatosi alle elezioni federali del 2015, venne eletto Consigliere nazionale per il Canton Zurigo con 125 066 voti, quattordicesimo tra i candidati eletti più votati del cantone. Alle elezioni federali del 2019 venne confermato con 111 037 preferenze, il settimo candidato più votato.
Anche alle elezioni federali del 2023 venne confermato risultando il quinto più votato con 124 244 preferenze. Tuena attualmente ricopre anche il ruolo di presidente della Commissione della politica di sicurezza e membro della Commissione giuridica, continuando a rivestire un ruolo chiave nelle discussioni parlamentari.